# Aeroportul Regional Kindersley
Aeroportul Regional Kindersley (IATA: YKY, ICAO: CYKY) este un aeroport din Saskatchewan, Canada. Aeroportul a fost tranzitat în 2019 de 0 pasageri.
Situat la o altitudine de 694 m, aeroportul dispune de o singură pistă.